# Lidellplatz (Karlsruhe)
Der Lidellplatz ist ein Platz in der Karlsruher Innenstadt-Ost. Er befindet sich an der Kreuzung zwischen Steinstraße, Markgrafenstraße und Adlerstraße. An der nordöstlichen Ecke des dreieckigen Platzes befindet sich der Lidellbrunnen mit Lidellbüste, an der nordwestlichen Ecke ein Spielplatz und in der Mitte des Platzes ein weiterer Brunnen. Seine dreieckige Form rührt daher, dass der Karlsruher Landgraben an einer Seite verlief.

## Namensgebung
Die Namensgebung für den Lidellplatz geht auf Christoph Friedrich Lidell (1720–1793) zurück, der im 18. Jahrhundert Kammerrat in Karlsruhe war.

## Geschichte
Der Platz wurde 1790 in der zu dem Zeitpunkt noch eigenständigen Gemeinde Klein-Karlsruhe unter dem Namen Spitalplatz angelegt, benannt nach dem damals dort gelegenen Bürgerspital. Dort fand regelmäßig ein Heu- und Holzmarkt statt. 1893 wurde der Platz in Lidellplatz umbenannt. 1889 erfolgte eine Umgestaltung des Areals zu einer Grünanlage, im Zuge derer der Bildhauer Hermann Volz für den Entwurf eines Brunnens zu Ehren Lidells beauftragt wurde. Seit 1980 besitzt der Lidellplatz sein heutiges Aussehen.
1826 wurde Joseph Victor von Scheffel in der Steinstraße am Lidellplatz geboren.

## Lidellbrunnen

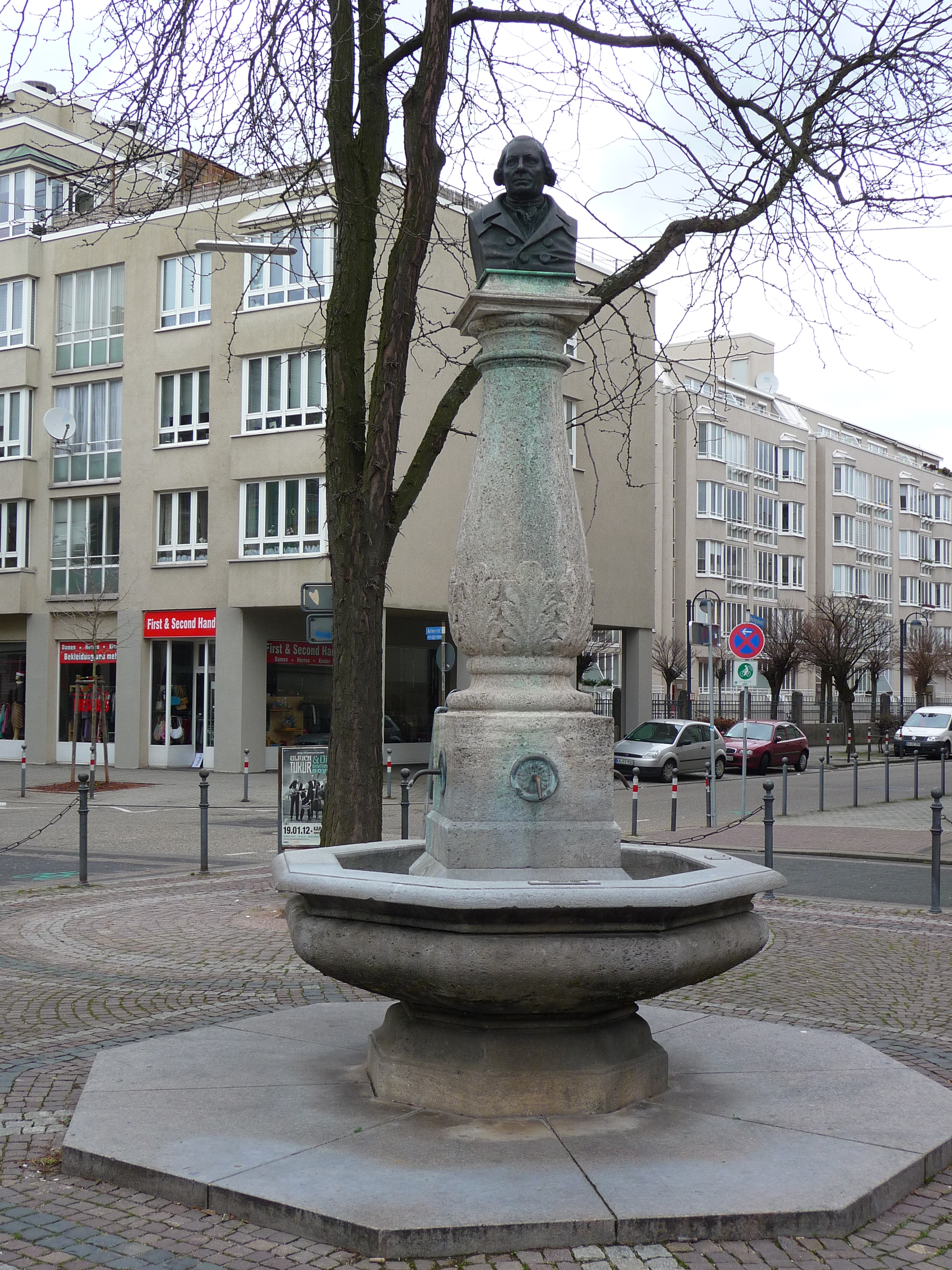
Lidellbrunnen mit Büste

Der Lidellbrunnen wurde 1872–1876 von Hermann Volz erbaut. Auf dem Brunnen ist eine Büste von Lidell angebracht. Der Brunnen steht als Kulturdenkmal unter Denkmalschutz. 1975 wurde er durch eine Kopie ersetzt, da die Erhaltung des Originals nicht mehr vertretbar war. Die Bronzebüste wurde ebenfalls durch eine Replik ersetzt, um den Erhalt zu garantieren. Das Original wurde in die Sammlung des Stadtmuseums übernommen.
Neben dem Lidellbrunnen existiert in der Mitte des Platzes noch ein zweiter Brunnen.